# Phạm Thị Bích Thủy
Phạm Thị Bích Thủy (sinh năm 1979) là nữ thẩm phán người Việt Nam. Bà hiện giữ chức vụ Chánh án Tòa án nhân dân tỉnh Bình Phước. Khi được bổ nhiệm chức vụ này vào tháng 11 năm 2018, bà là Chánh án Tòa án nhân dân cấp tỉnh trẻ nhất ở Việt Nam (39 tuổi).

## Tiểu sử
Phạm Thị Bích Thủy sinh năm 1979. Bà có trình độ Thạc sĩ Luật.
Bà là đảng viên Đảng Cộng sản Việt Nam, có trình độ Cao cấp lí luận chính trị.
Chiều ngày 12 tháng 4 năm 2016, Phạm Thị Bích Thủy, 37 tuổi, Chánh Văn phòng Viện kiểm sát nhân dân tỉnh Bình Phước, được bổ nhiệm giữ chức vụ Phó Viện trưởng Viện kiểm sát nhân dân tỉnh Bình Phước. Quyết định có hiệu lực từ ngày 15 tháng 4 năm 2016. Đây là lần đầu tiên Viện kiểm sát nhân dân tỉnh Bình Phước có nữ lãnh đạo.
Ngày 9 tháng 11 năm 2018, Phạm Thị Bích Thủy, Phó Viện trưởng Viện kiểm sát nhân dân tỉnh Bình Phước, được trao Quyết định số 1869/QĐ-TCCB ngày 17/10/2018 của Chánh án Tòa án nhân dân tối cao Việt Nam Nguyễn Hòa Bình bổ nhiệm giữ chức vụ Chánh án Tòa án nhân dân tỉnh Bình Phước thay ông Nguyễn Hữu Trí chuyển công tác lên Tòa án nhân dân cấp cao tại Thành phố Hồ Chí Minh. Khi được bổ nhiệm chức vụ này, bà là Chánh án Tòa án nhân dân cấp tỉnh trẻ nhất ở Việt Nam (39 tuổi).